# Fadogia olivacea
Fadogia olivacea är en måreväxtart som beskrevs av Robyns. Fadogia olivacea ingår i släktet Fadogia och familjen måreväxter.
Artens utbredningsområde är Angola. Inga underarter finns listade i Catalogue of Life.